# Station Hermalle-sous-Huy
Station Hermalle-sous-Huy is een spoorwegstation langs spoorlijn 125 (Namen - Luik) in de gemeente Saint-Georges-sur-Meuse. Het station is genoemd naar het dorp Hermalle-sous-Huy, een deelgemeente van Engis, dat op de andere oever van de Maas ligt.
In 1993 werd het station gesloten voor reizigersverkeer, nadat een eerste voorstel hiervoor al in 1982 was gedaan. Tegenwoordig (2007) is het in dienst als goederenstation, maar de perrons langs de doorgaande lijn zijn nog aanwezig.

## Reizigerstellingen
De grafiek en tabel geven het gemiddeld aantal instappende reizigers weer op een week-, zater- en zondag.
| Tabel: aantal instappende reizigers station Hermalle-sous-Huy | Tabel: aantal instappende reizigers station Hermalle-sous-Huy | Tabel: aantal instappende reizigers station Hermalle-sous-Huy | Tabel: aantal instappende reizigers station Hermalle-sous-Huy |
|                                                               | Weekdag                                                       | Zaterdag                                                      | Zondag                                                        |
| ------------------------------------------------------------- | ------------------------------------------------------------- | ------------------------------------------------------------- | ------------------------------------------------------------- |
| 1977                                                          | 101                                                           | 46                                                            | 36                                                            |
| 1978                                                          | 92                                                            | 40                                                            | 16                                                            |
| 1979                                                          | 87                                                            | 48                                                            | 24                                                            |
| 1980                                                          | 51                                                            | 28                                                            | 13                                                            |
| 1981                                                          | 90                                                            | 38                                                            | 18                                                            |
| 1982                                                          | 56                                                            | 20                                                            | 2                                                             |
| 1983                                                          | 59                                                            | 37                                                            | 15                                                            |
| 1984                                                          | 77                                                            | 11                                                            | 15                                                            |
| 1985                                                          | 81                                                            | 19                                                            | 22                                                            |
| 1986                                                          | 78                                                            | 28                                                            | 29                                                            |
| 1987                                                          | 71                                                            | 17                                                            | 18                                                            |
| 1988                                                          | 61                                                            | 21                                                            | 19                                                            |
| 1989                                                          | 56                                                            | 23                                                            | 11                                                            |
| 1990                                                          | 35                                                            | 25                                                            | 8                                                             |
| 1991                                                          | 41                                                            | 19                                                            | 2                                                             |
| 1992                                                          | 40                                                            | 23                                                            | 6                                                             |

0,0: Luik-Guillemins ·
1,1: Val-Benoît ·
2,9: Sclessin ·
5,1: Tilleur ·
6,4: Pont-de-Seraing ·
7,3: Jemeppe-sur-Meuse ·
9,3: Flémalle-Grande ·
10,0: Leman ·
11,2: Flémalle-Haute ·
12,3: Chokier ·
14,0: Aigremont ·
15,3: Engis ·
17,3: La Mallieue ·
18,8: Hermalle-sous-Huy ·
21,2: Haute-Flône ·
22,5: Amay ·
24,9: Ampsin ·
27,9: Corphalie ·
29,4: Hoei ·
30,4: Statte ·
32,7: Bas-Oha ·
35,7: Java ·
40,3: Andenne ·
41,7: Château-de-Seilles ·
46,5: Sclaigneaux ·
48,8: Namêche ·
51,5: Marche-les-Dames ·
54,7: Beez ·
57,1: Faubourg-Saint-Nicolas ·
59,5: Namen